# Benne

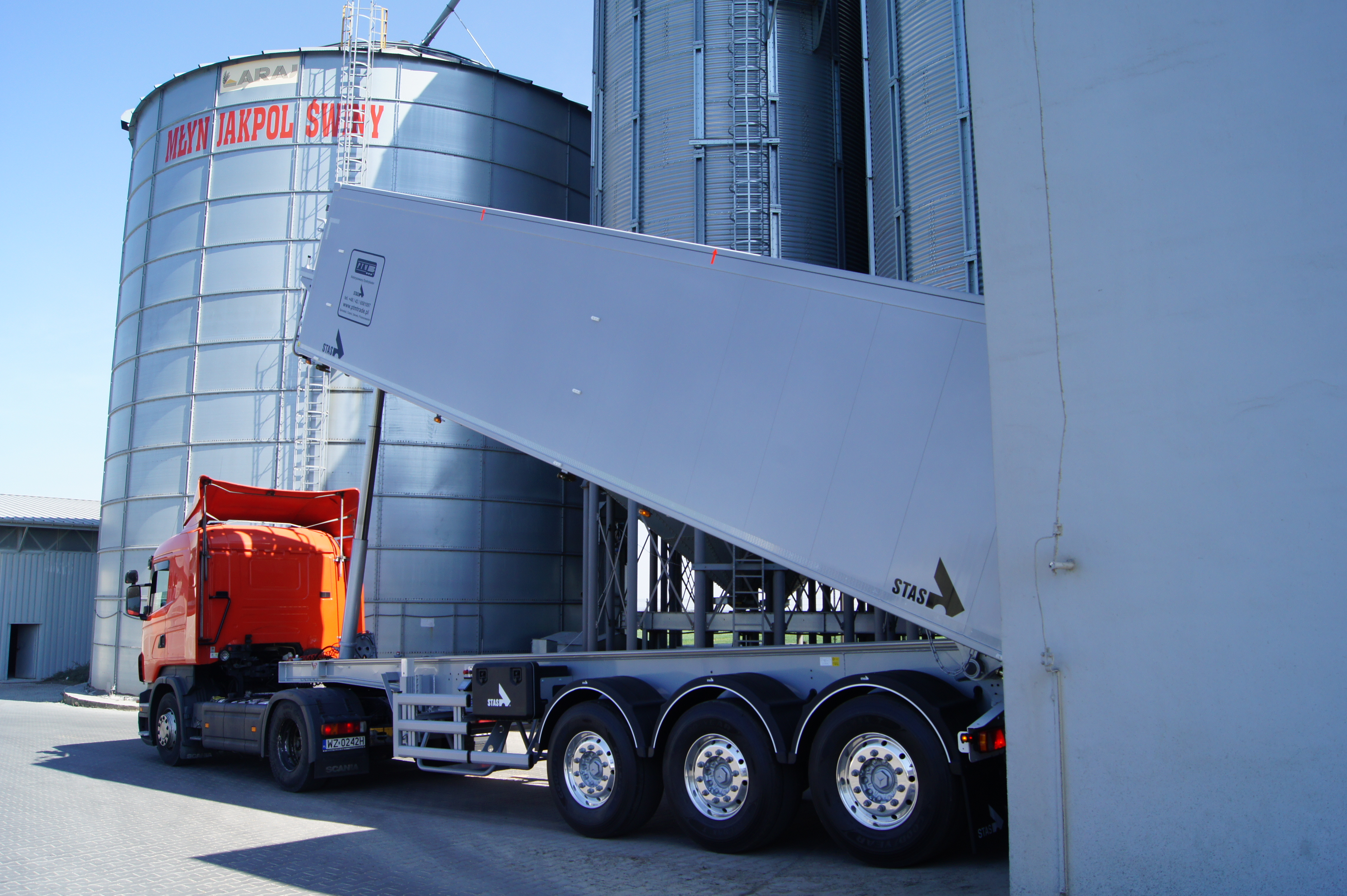
Déchargement en vrac d'une benne.

Une benne est un caisson qui reçoit les matières transportées par un camion de type porteur ou semi-remorque ou sur une remorque tractée par un camion ou un tracteur agricole ou de chantier. Ce caisson doit généralement permettre la vidange rapide sans manipulation (vrac), sinon on parle plutôt de fourgon, plateau à ridelles, citerne... Toutefois le terme est parfois utilisé par les transporteurs maritimes aussi pour les transports de liquides et peut désigner la cargaison elle-même : « Bennes vracs liquides ».  

Par simplification ou métonymie un camion à benne basculante est généralement appelé camion-benne et une remorque bennante, benne.  

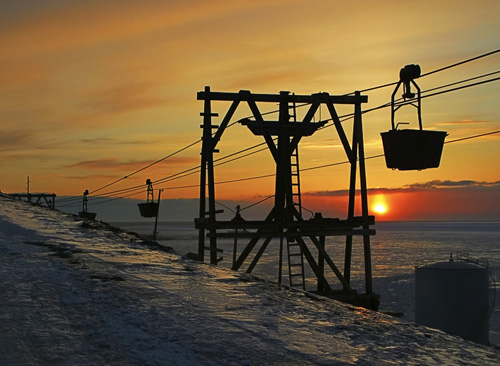
Bennes suspendues utilisées autrefois pour le transport du charbon au Spitzberg.

Le terme est également usité en matière de transport ferroviaire et minier (wagon-benne et wagonnet-benne) et désigne aussi les conteneurs mus par des câbles (téléphériques) : benne suspendue.
Une benne est le plus souvent vidée par basculement ; s'il s'agit d'un caisson se vidangeant naturellement par une trappe en dessous, on parle plutôt de trémie. Si le caisson est vidé par un tapis à barrettes ou une bande transporteuse, on parle de caisson ou remorque à fond mouvant. Ce système est préféré pour les matières fragiles, pour un vidage progressif, sur terrain irrégulier ou instable, ou lorsque  la hauteur sous plafond n'est pas suffisante pour le bennage
Les camions bennants de chantiers et carrière spécialisés sont appelés tombereaux.
L'évacuation des ordures est assurée par les bennes à ordures ménagères.
Une benne preneuse est un outil de chargement adaptable sur une grue, une pelle mécanique ou un tractopelle.
Un trépan-benne est une benne preneuse adaptée au forage.
Une bennette est une petite benne portée sur les relevages de tracteur.

## Historique

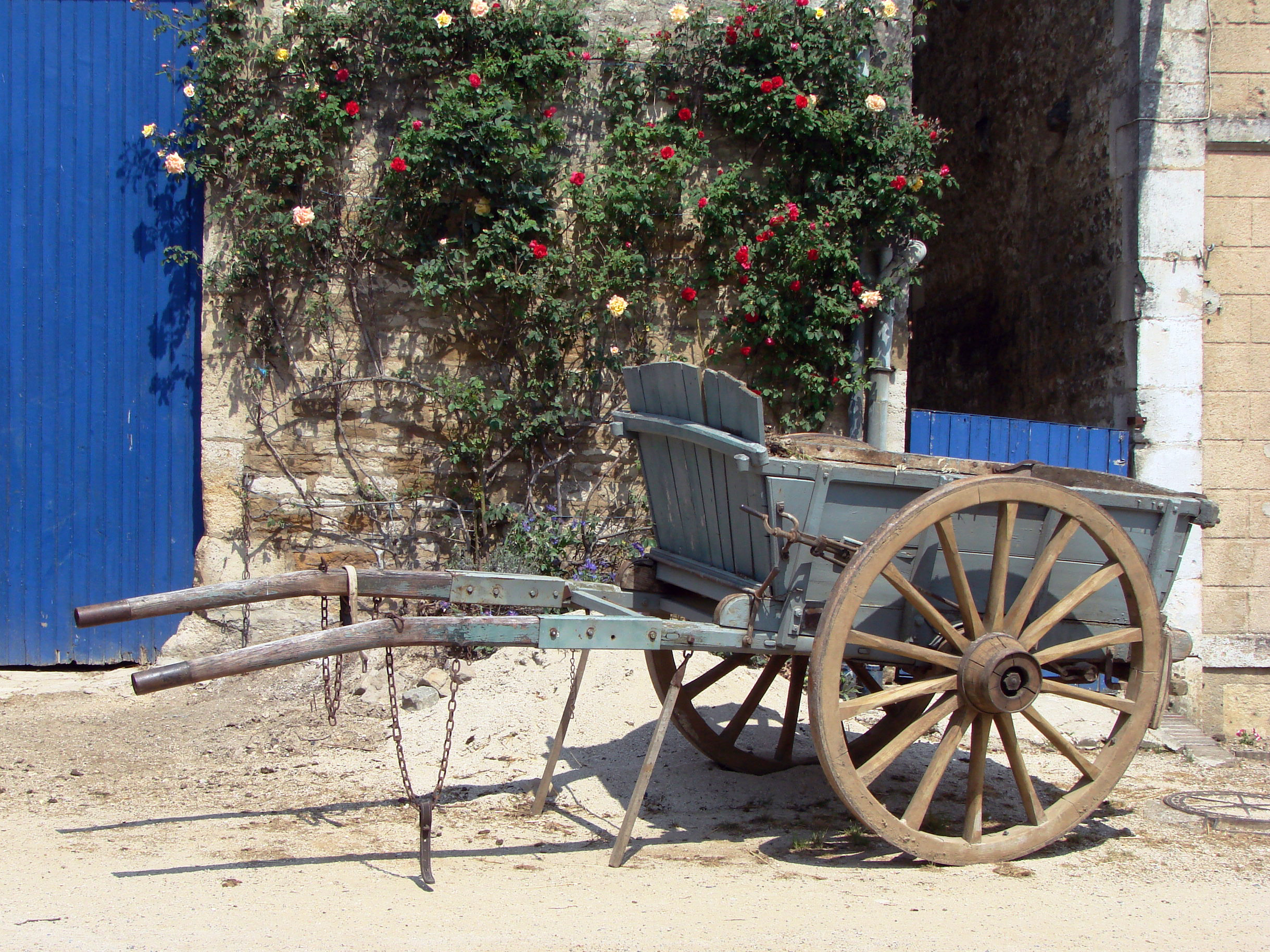
Tombereau. Ce type de benne basculante a été extrêmement répandu en Europe jusque dans les années 1950, voire 1960. Ardennes, France.

Les bennes basculantes étaient appelées autrefois généralement « tombereaux », fabriquées en bois et tirées par des animaux de trait, voire à bras pour les plus petits. L'utilisation des bennes s'est développée au début du XIXe siècle. L'utilisation de systèmes hydrauliques pour le bennage dès la fin de la Première Guerre mondiale a rendu leur utilisation aisée. Plusieurs inventeurs revendiquent cette amélioration : Charles Dewald qui l'adopte dans son usine (de) à Boulogne-sur-Seine en France en 1919 et Garfield Wood (en) aux États-Unis. La Fruehauf Trailer Corporation de Detroit (voir Fruehauf France) devint dans les années 1920 le premier constructeur mondial de semi-remorques et camions-bennes.

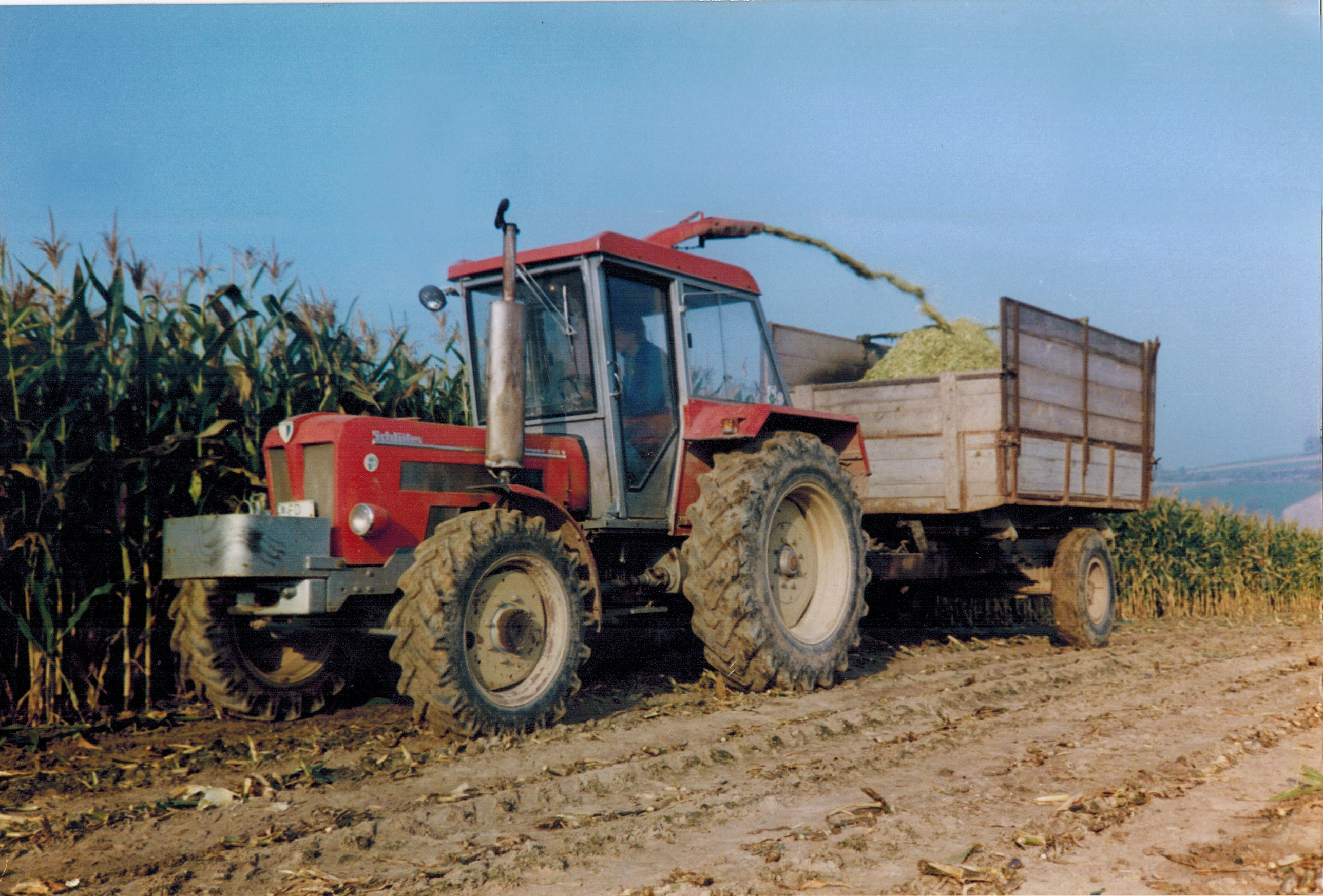
Récolte et chargement de maïs-ensilage dans une benne à ridelles construite en partie en bois, 1986.

Dans les années 1960, les bennes souvent construites, au moins pour partie en bois, passent progressivement à la construction en acier. L'acier autorise de plus la construction de la benne en caisson monobloc solide et étanche. En 1967, l'entreprise française Benalu commence la fabrication de bennes routières en aluminium permettant un gain important de charge utile (fret).

## Caractéristiques et usages
Les caractéristiques de la benne déterminent l'usage qui peut en être fait, ce sont :
- ses dimensions ;
- le matériau de fabrication (bois, aluminium, acier, plastique, etc.), ainsi l'acier d'une benne travaux publics doit être bien plus épais que celui d'une benne à céréales ;
- ses possibilités de remplissage : le volume de certaines bennes peut être augmenté au moyen de ridelles ou rehausses : bennes à ridelles ;
- ses possibilités de vidange : le déchargement des bennes à éjection horizontale est effectué par un poussoir ou un fond mouvant qui vide totalement la charge sans la soulever, permettant notamment le déchargement progressif ou sous  hauteur limitée (lignes électriques, tunnel, plafond) ; le déchargement s'effectue plus souvent par basculement vers l'arrière ou sur les côtés, cette dernière solution est généralement retenue pour les wagons-bennes ; camions-porteurs et remorques proposent parfois les trois possibilités (tribennes) ;
- dans le cas de matériaux peu denses ou susceptibles de s'éparpiller (cartons, feuilles, etc.), la benne est couverte d'une bâche ou d'un filet. Les bâches et autres systèmes de toitures assurent également la protection contre la pluie ;
- les bennes-conteneurs répondant à certaines spécifications internationales peuvent être utilisés dans le cadre du transport intermodal (routier, ferroviaire, maritime …) et être éventuellement échangées ;

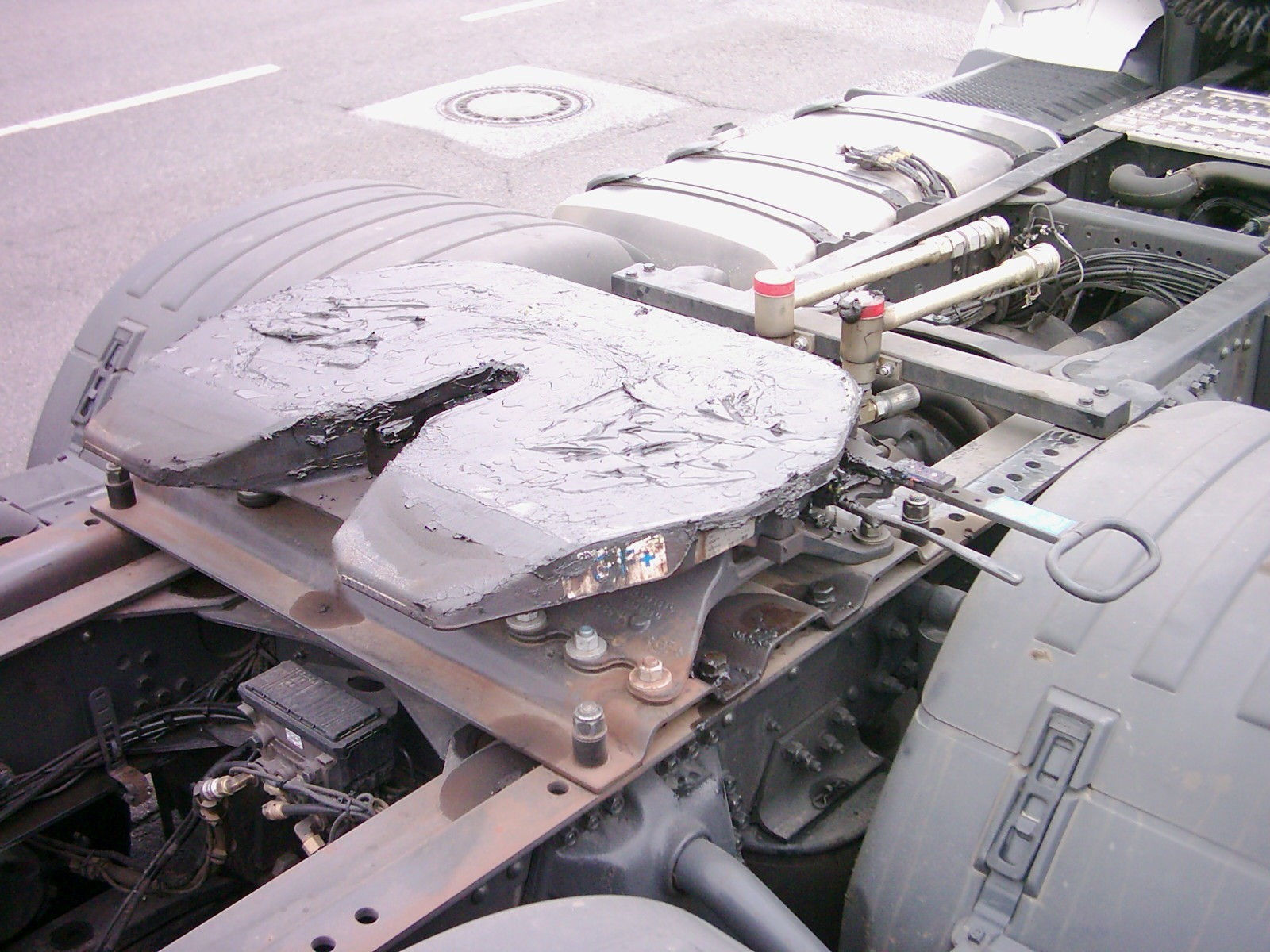
Sellette : système d'attelage standard d'une semi-remorque (bennante ou non) sur un tracteur routier.

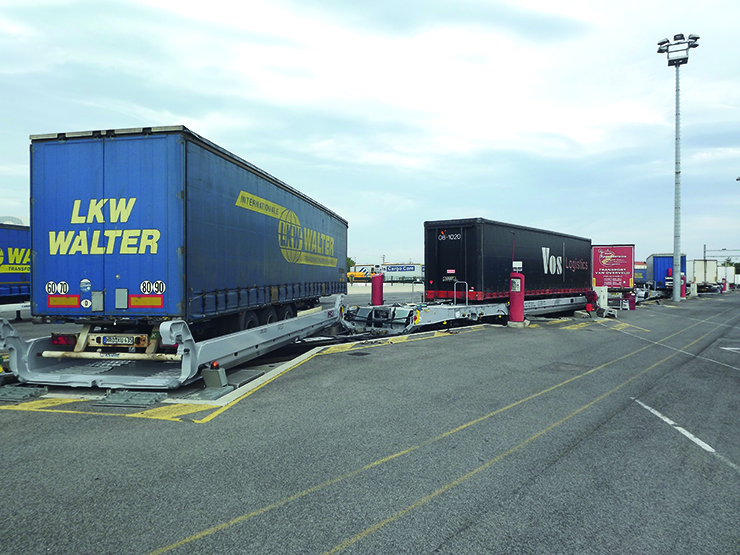
Railway System LOHR

- Sellette : système d'attelage standard d'une semi-remorque (bennante ou non) sur un tracteur routier.Railway System LOHRIl peut en être de même, dans une moindre mesure, pour les semi-remorques ; leur système d'attelage est standard et elles sont parfois munis de renforts permettant leur transbordement par grues à pinces ou portiques. Elles peuvent aussi être montées sur des wagons surbaissés à partir d'un quai à créneaux (Lohr railway system) et à l'aide de systèmes hydrauliques ou d'un tracteur de quai[6].

## Mise en œuvre des bennes

### Description

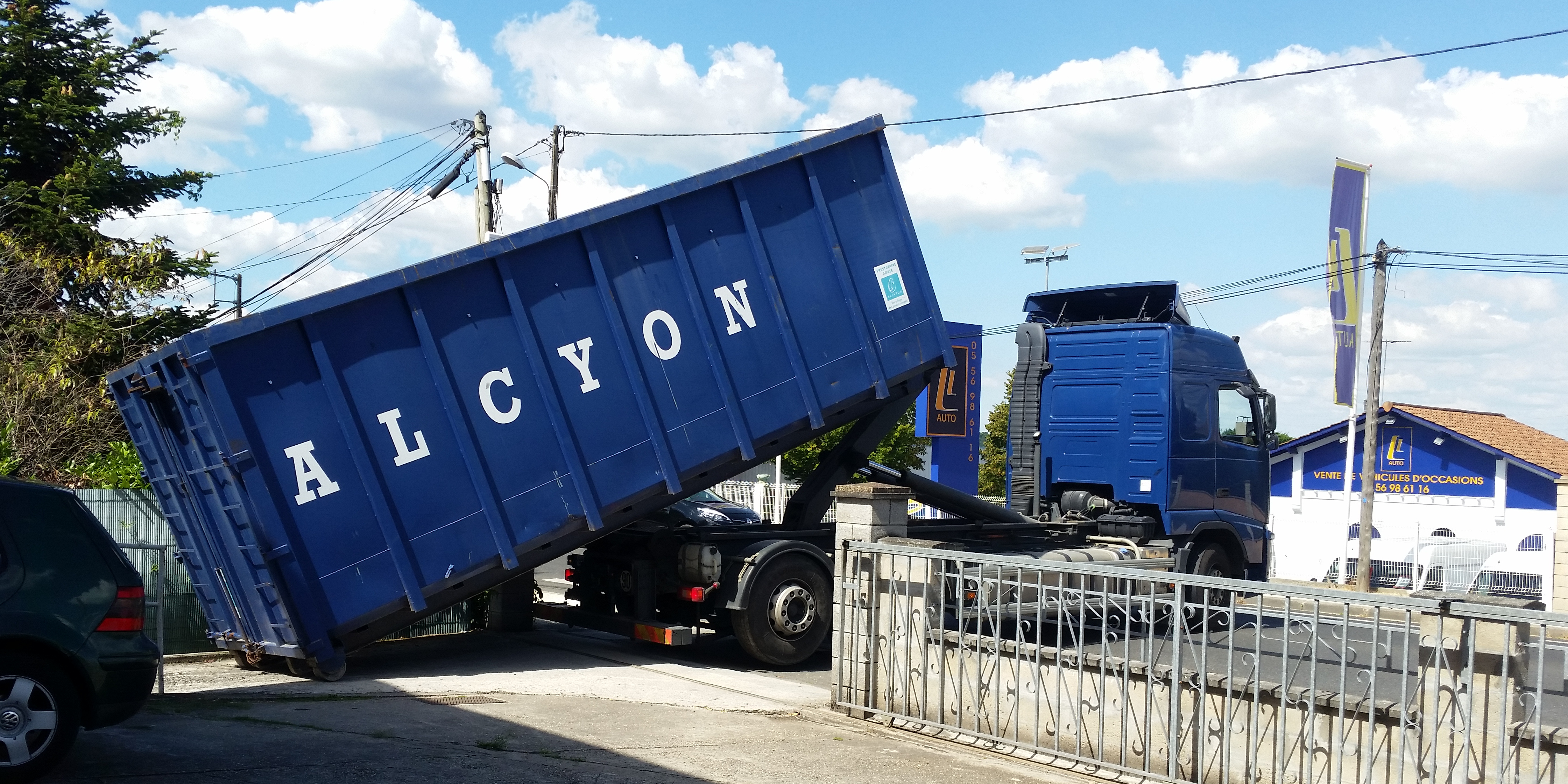
Manipulation d'une benne-conteneur.

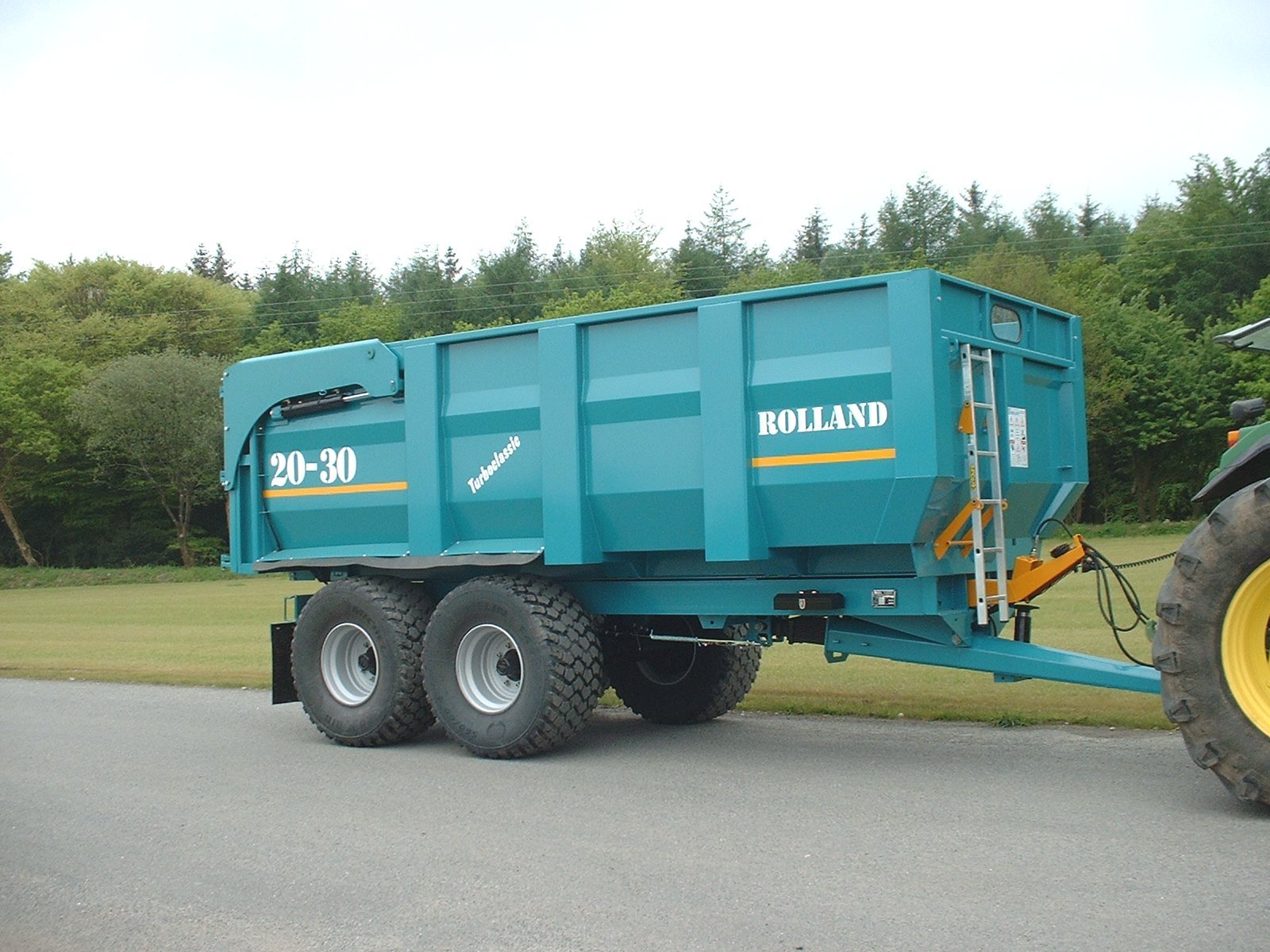
Remorque agricole bennante. La bascule et le levage de la porte arrière sont effectués via le système hydraulique du tracteur.

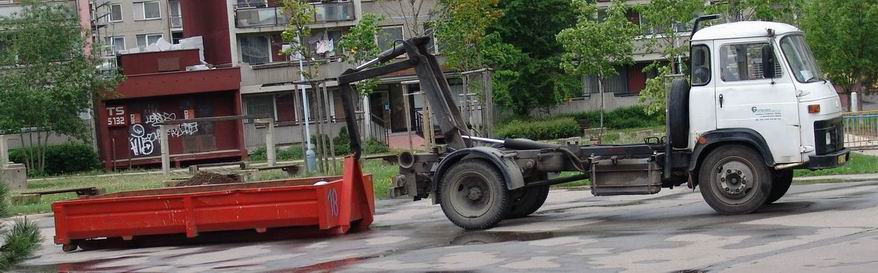
Système de manipulation de bennes-conteneurs : le camion est équipé d'un chassis-rail avec roulettes à l'arrière et d'un bras à deux vérins.

Hormis s'il s'agit de camions ou remorques à poussoir ou fond mouvant (rarement appelées bennes dans le vocabulaire technique), la benne est articulée sur le chassis pour le bennage, ou dans le cas des porte-conteneurs est dépendante d'un système qui permet sa manipulation (conteneur normalisé échangeable). Le conteneur repose le châssis lors du transport et peut être benné par un camion spécialisé ou une remorque porte-conteneur ; il peut aussi être déposé au sol sur les lieux de remplissage et repris ensuite.
Il existe également des bennes agricoles et des remorques agricoles porte-conteneur mues par des tracteurs agricoles.

### Transport multimodal
Dans les ports, sur les parcs logistiques, dans certaines gares ferroviaires, les conteneurs mais aussi les semi-remorques sont manipulés par des grues, des portiques ou des tracteurs industriels (dits aussi tracteurs logistiques).
Le dolly (une sellette attelable sur essieu routier) permet l'attelage d'une semi-remorque derrière un véhicule autre qu'un tracteur routier  ou logistique : autre semi-remorque, camion porteur, tracteur agricole pour les manœuvres en terrain difficile. Ainsi, par exemple pour constituer des trains routiers en Australie, plusieurs remorques bennantes peuvent être attelées les unes derrière les autres.
La même semi-remorque bennante peut, par exemple, être chargée au champ de pommes de terre, tirée par un tracteur agricole à dolly, être tirée sur route par un tracteur routier, stockée et manipulée dans des docks par un tracteur portuaire, chargée sur un bateau et ainsi de suite.

### Chargement

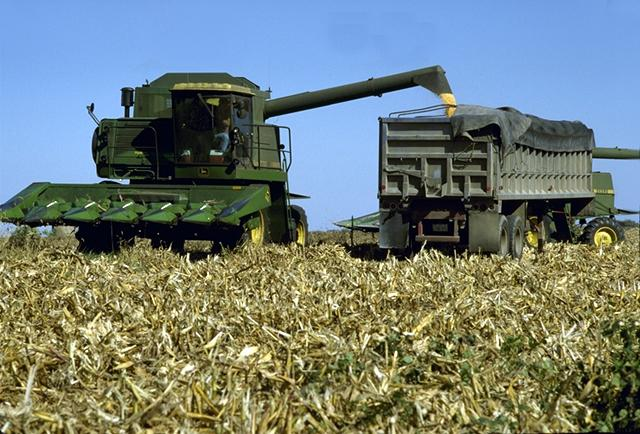
Transfert de maïs par goulotte à vis de la trémie d'une moissonneuse dans une semi-remorque routière, bâche repliée. Noter la porte arrière avec une trappe pour la vidange progressive (dans ce cas, l'ouverture automatique est bloquée pendant le bennage).

Les systèmes de récupération de déchets (tels les gravats) reposent sur l'enlèvement périodique de bennes-conteneurs après leur mise à disposition des producteurs de ces déchets. Ces déchets et gravats doivent être évacués à la suite de travaux de démolition sur un chantier par exemple.

La récupération de coproduits des usines en particulier des usines agroalimentaires est assez souvent réalisée au moyen de bennes en attente relevées périodiquement.

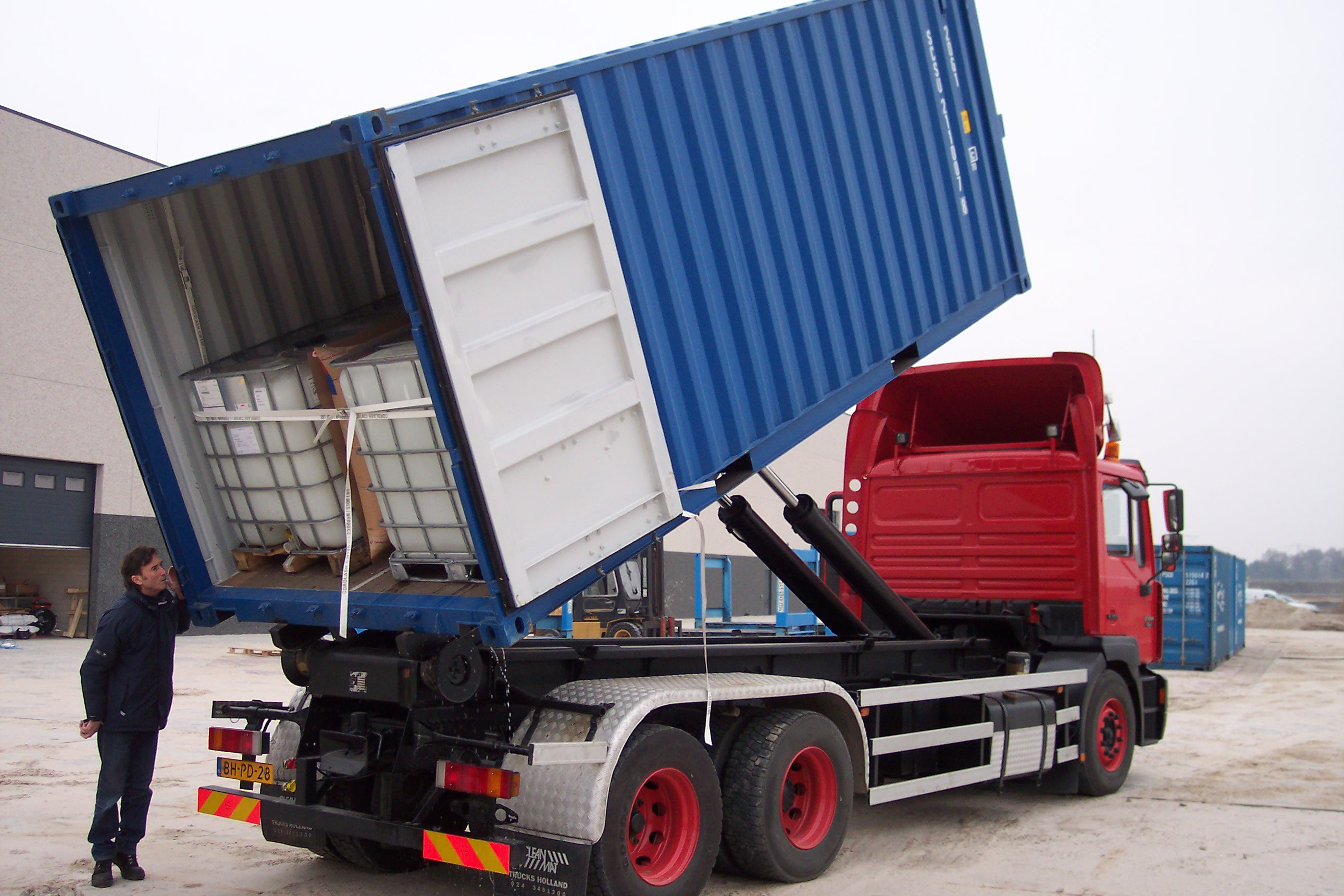
Sécurisation de charges unitaires (conteneurs palettisés) au moyen de sangles. Portes arrière à ouverture manuelle.

Le chargement de la benne peut se faire à partir d'un silo surélevé, de systèmes à bande transporteuse, vis ou soufflerie, d'engins à godets de chargement : pelle mécanique (pelleteuse, mini-pelle), chariot télescopique, tracteur équipé d'un chargeur, chargeur sur pneus ou sur chenilles…
Certaines charges doivent être sécurisées.

### Déchargement

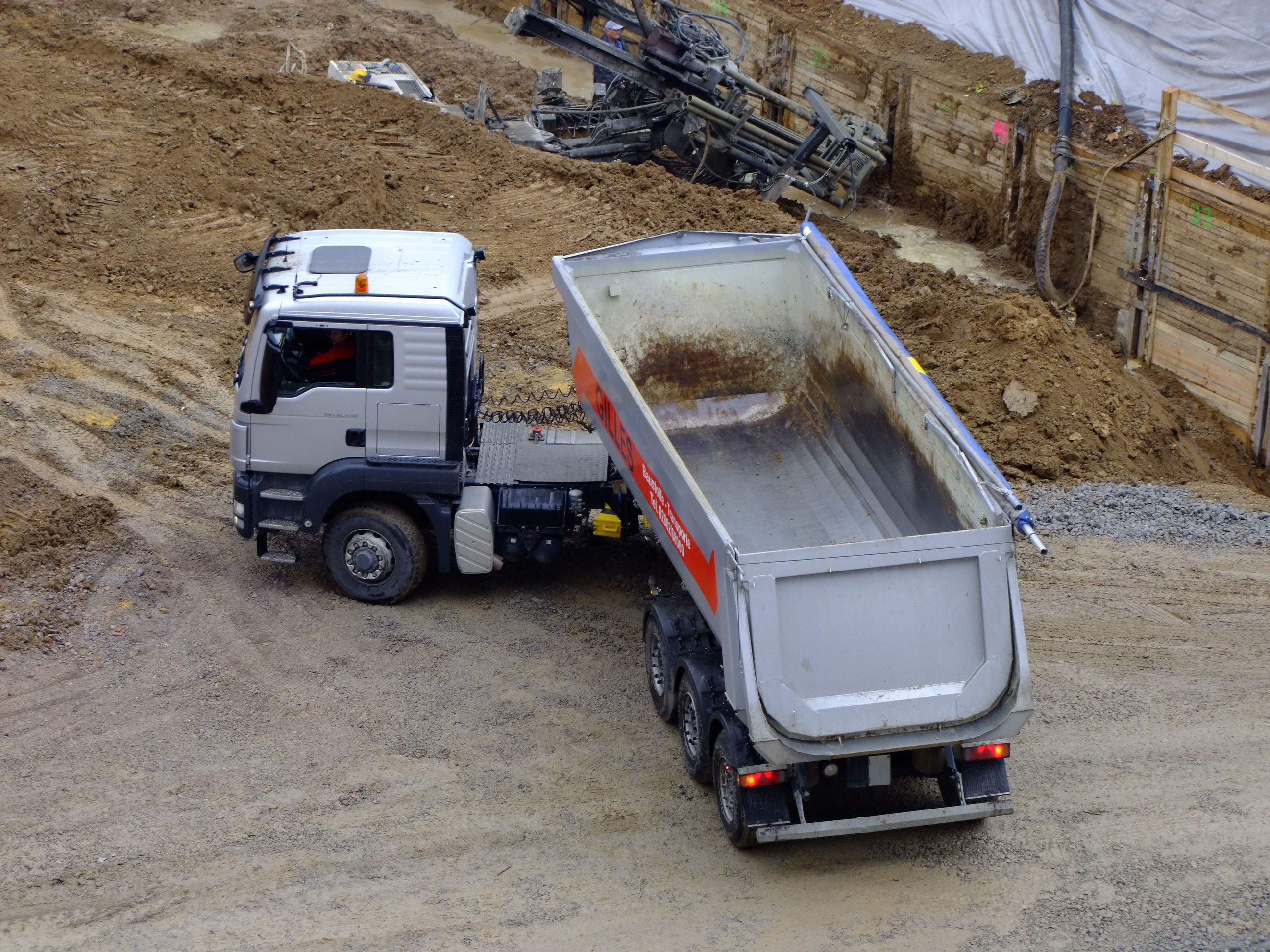
Semi-remorque bennante avec porte arrière automatique

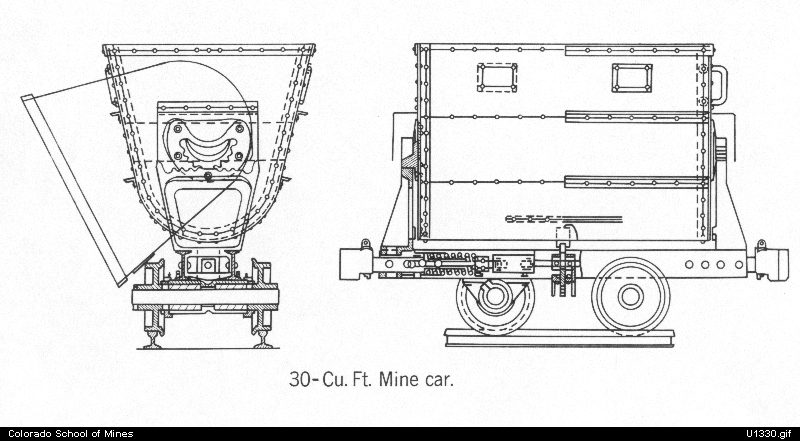
Schéma d'un wagonnet bennant (berline minière) et de son système de bennage latéral

Le basculement des bennes se fait le plus souvent au moyen d'un ou deux vérins hydrauliques (compas de bennage). L'ouverture arrière peut être réalisée automatiquement ou à la demande par une porte basculante, levante ou manuellement par deux portes, ces systèmes pouvant être combinés. Le bennage latéral peut exiger de basculer ou démonter le côté de la benne concerné. Il existe aussi des systèmes de vérins permettant de lever l'ensemble de la benne et de la vider dans un contenant en hauteur (benne élévatrice).

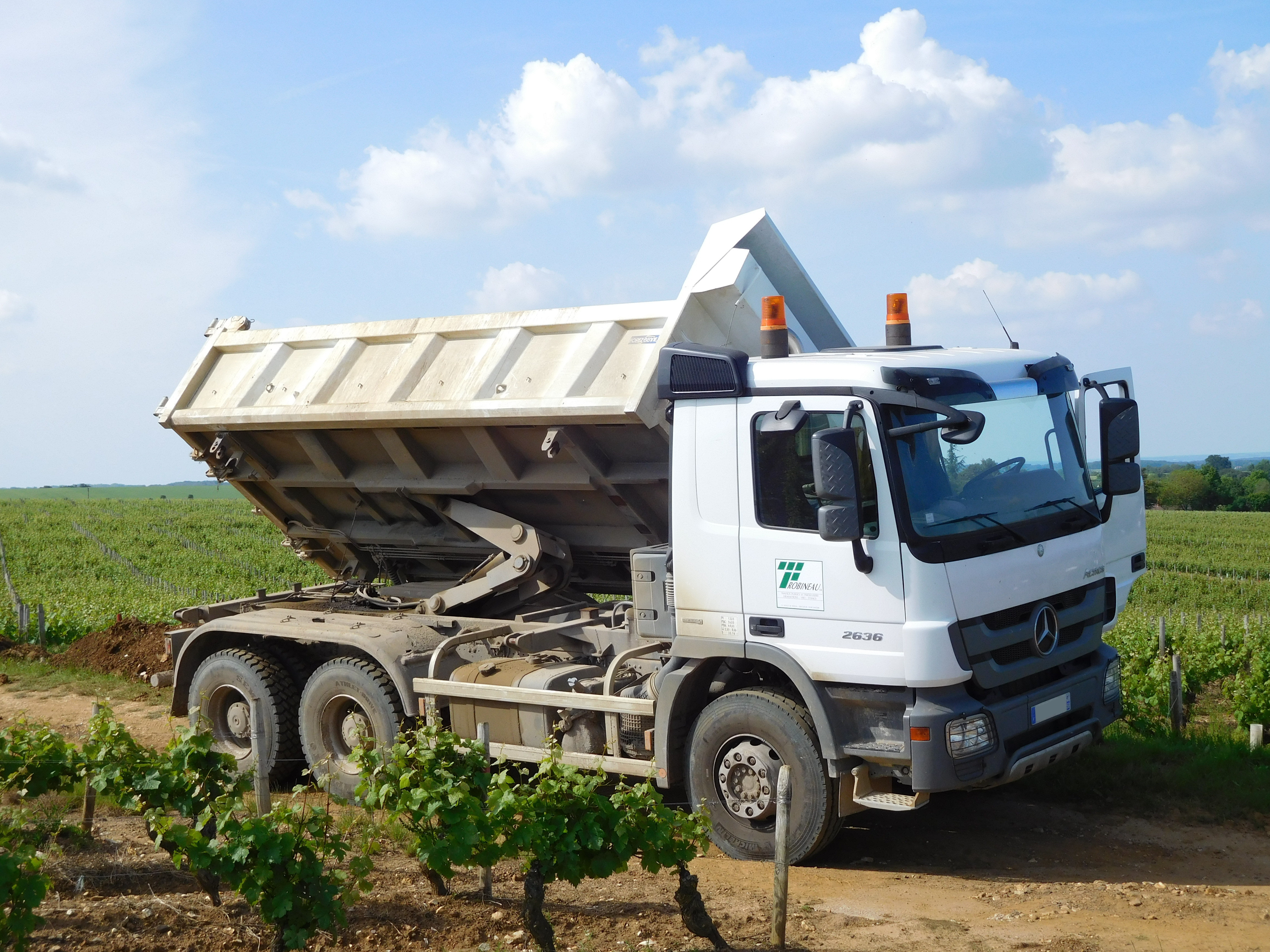
Déchargement latéral d'un camion-benne.

Une ou plusieurs trappes, ouvertures équipant les portes arrière, sont utilisées pour vider des quantités dosables de matériau (ex. :  grains, enrobé) ou pour approvisionner des systèmes de reprises continus ou semi-continus (brouette, vis, tapis transporteur, souffleuse à grains ou granulés, pompe à béton, etc.).

## Benne pour le recyclage
Les bennes sont nécessaires dans le processus de recyclage et collecte des déchets du BTP. Avec la loi de transition énergétique de 2015, le gouvernement cherche à valoriser le traitement et la gestion des déchets de chantier. À noter que le tri des déchets en France est une obligation.

## Benne portée sur tracteur
Ce type d'équipement est très populaire en élevage, espaces verts, maraîchage et jardinage.